# Görög női vízilabda-válogatott
Az görög női vízilabda-válogatott Görögország nemzeti csapata, amelyet az Görög Úszó-szövetség (görögül: Κολυμβητική Ομοσπονδία Ελλάδος) irányít. A 2000-es években a görög csapat a világ egyik vezető válogatottjává nőtte ki magát, kiemelkedő eredményeik: ezüstérem a 2004. évi nyári olimpiai játékokon, három ezüstérem az Európa-bajnokságokon, valamint ők a 2011-es és a 2025-ös női vízilabda-világbajnokság aranyérmesei.

## Eredmények

### Olimpiai játékok
- 2000 – Nem jutott ki
- 2004 –  Ezüst
- 2008 – 8. hely
- 2012 – Nem jutott ki
- 2016 – Nem jutott ki
- 2020 – Nem jutott ki
- 2024 - 7. hely

### Világbajnokság
- 1998 – 5. hely
- 2001 – 7. hely
- 2003 – 9. hely
- 2005 – 5. hely
- 2007 – 8. hely
- 2009 – 4. hely
- 2011 –  Arany
- 2013 – 6. hely
- 2015 – 6. hely
- 2017 – 7. hely
- 2019 – 8. hely
- 2022 – 7. hely
- 2023 – 8. hely
- 2024 – 4. hely
- 2025 –  Arany

### Európa-bajnokság
- 1989 – 7. hely
- 1991 – 7. hely
- 1993 – 7. hely
- 1995 – 4. hely
- 1997 – 7. hely
- 1999 – 5. hely
- 2001 – 4. hely
- 2003 – 5. hely
- 2006 – 6. hely
- 2008 – 6. hely
- 2010 –  Ezüst
- 2012 –  Ezüst
- 2014 – 6. hely
- 2016 – 5. hely
- 2018 –  Ezüst
- 2020 – 6. hely
- 2022 –  Ezüst
- 2024 –  Bronz

## További források
- Görög Úszó-szövetség